# Cuerpo algebraicamente cerrado
En matemáticas, un cuerpo F se dice algebraicamente cerrado si cada polinomio de grado al menos 1, con coeficientes en F, tiene un cero en F.
En ese caso, cada polinomio de tal clase se descompone en factores lineales.
Puede demostrarse que un cuerpo es algebraicamente cerrado si no tiene extensiones algebraicas propias, lo que se toma a veces como definición.
Como ejemplo, el cuerpo de los números reales no es algebraicamente cerrado, ya que el polinomio
{\displaystyle x^{2}+1}
no tiene ceros reales. En cambio, el cuerpo de los números complejos es algebraicamente cerrado: esto es lo que dice el teorema fundamental del álgebra.
Cada cuerpo F tiene una «clausura algebraica», que es el cuerpo algebraicamente cerrado más pequeño del cual F es un subcuerpo. Cada cerradura algebraica de un cuerpo es única salvo isomorfismo. En particular, el cuerpo de los números complejos es la clausura algebraica del cuerpo de los números reales. También tenemos que el cuerpo de los números algebraicos es la clausura algebraica del cuerpo de los números racionales.